# Смородина американська
Смородина американська (Ribes americanum) — північноамериканський вид кущової квітучої рослини родини аґрусових. Він широко поширений на більшій частині Канади, на півночі США.
Вперше вид було науково описано 1768 року Філіпом Міллером.
В Україні смородина американська трапляється в колекціях наукових установ та у садівників-аматорів.
Ягоди американської смородини спочатку червоні, а згодом чорні з зеленкуватою щільною м'якоттю. Ці плоди мають харчове значення як джерело поживних речовин, природних барвників та антиоксидантів. На смак ягоди солодкі, з пряним пікантним ароматом. Плоди надаються для сушіння.
У селекції смородини порічки американські є донором стійкості до септоріозу та брунькового кліща.

## Особливості розмноження
Насіння висівають восени або після штучної стратифікації протягом 2–3 місяців навесні. Вегетативно розмножують укорінюванням здерев'янілих і зелених живців та відсадками.